# Peduncle greixador

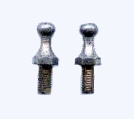
Parell de greixadors

El peduncle greixador és un peça o mecanisme que és present en qualsevol maquinària i que es fa servir per al greixat interior de parts mecàniques on el greix o lubrificant hi ha de penetrar però no n'ha de sortir per mantenir la lubrificació. El greix és proporcionat amb una bomba de greixatge. El peduncle greixador és enroscat permanentment en la peça facilitant l'accés i té la corresponent rosca com es pot observar en la imatge. Habitualment el greixador sol ser de bronze i pot tenir recobriment de níquel en la part que queda exposada a l'exterior. La part esfèrica té la funció de retenció del greix. Hi ha noms comercials d'empreses que en fabriquen.

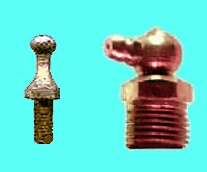
greixadors: 1) Recte. 2) Corb.

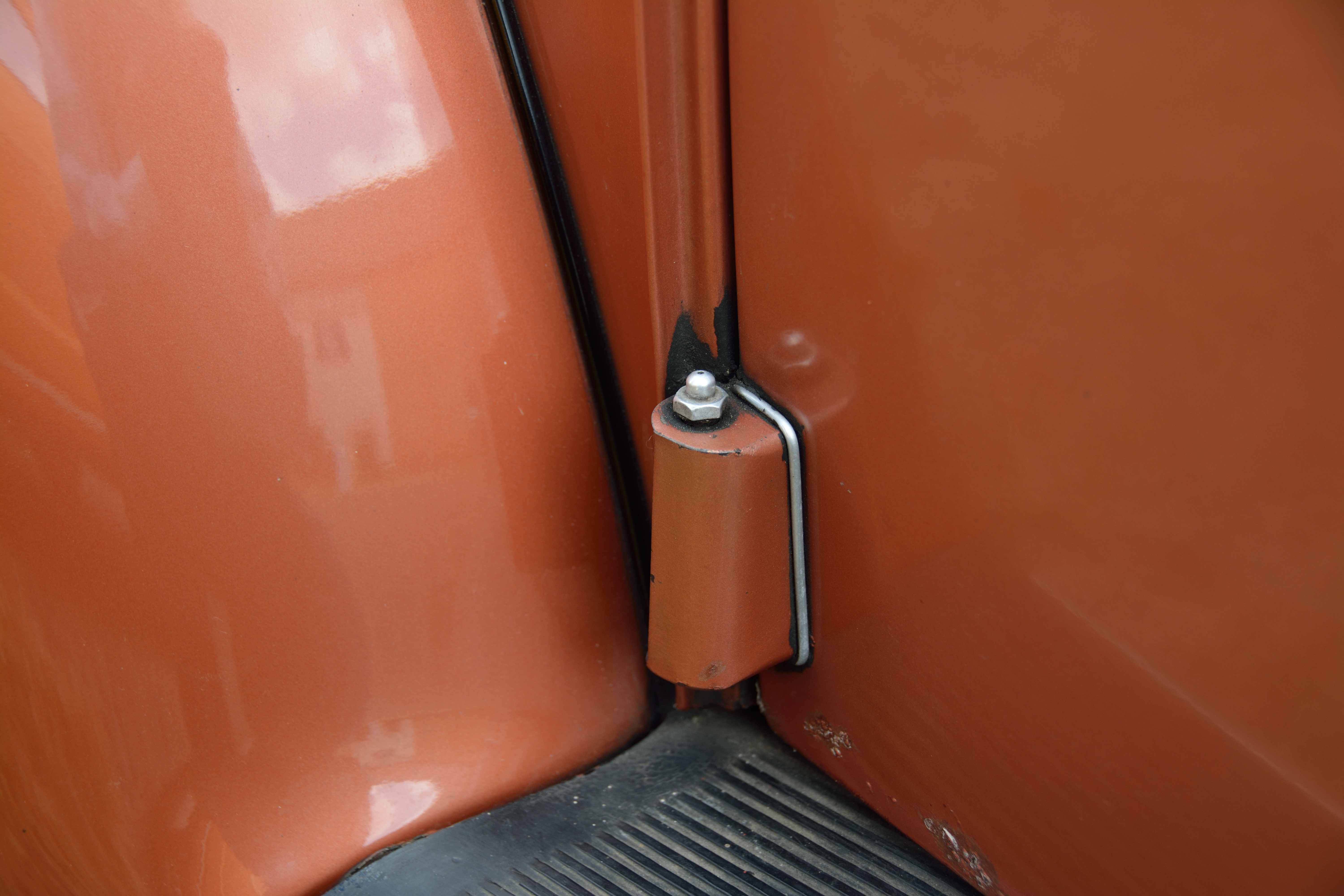
Un greixador a la porta del conductor d'un VW Cabrio de 1956

És de disseny gairebé tubular però té una part normalment hexagonal per poder ser pres per una clau i ser ajustat i fixat. En l'extrem oposat on hi ha la rosca hi ha una bola amb una boca on s'ajusta el bec d'una bomba greixador manual. En l'interior d'aquest mecanisme hi ha una petita bola d'acer que obtura l'orifici d'entrada del greix impedint-ne la sortida amb l'acció d'un ressort intern fent la funció de vàlvula. És a dir que quan se li injecta el greix a pressió, la boleta es desplaça cap enrere i permet que ingressi el lubrificant i quan es deixa de fer pressió, la boleta és impulsada cap a fora de l'orifici i actua de tap.
És utilitzat per moltes indústries amb maquinària que tingui peces mòbils, com la de fabricació de vehicles, que requereixen estar permanentment greixades.